# Vol Air Caraïbes 1501
Le vol Air Caraïbes 1501 (code : TX 1501 / FWI 1501) de la compagnie aérienne française Air Caraïbes était un vol international régulier de passagers, volant de l'aéroport international Princesse-Juliana, dans le territoire néerlandais d'outre-mer de Saint-Martin (SXM), à l'aéroport de Saint-Barthélemy (SBH) qui se trouvait dans l'île de Saint-Barthélémy, dans la région française d'outre-mer de la Guadeloupe à cette époque. Le vol du 24 mars 2001, assuré par un De Havilland Canada DHC-6-300 Twin Otter immatriculé F-OGES, s'écrase dans une maison à proximité de l'aéroport de Saint-Barthélemy lors de son approche, tuant les 19 passagers et membres d'équipage à bord. Une personne au sol a également été tuée dans les explosions qui ont suivi.
L'accident est le troisième accident d'avion le plus meurtrier en Guadeloupe, derrière le vol Air France 212 et le vol Air France 117, et le 17e plus meurtrier impliquant un Twin Otter.
L'enquête du Bureau d'enquêtes et d'analyses pour la sécurité de l'aviation civile (BEA) a conclu que la cause de l'accident était due à une erreur de l'équipage dans la gestion de la manette des gaz de l'avion. Lors de son approche finale, l'équipage a fait reculer l'un des moteurs de l'avion en ramenant la manette des gaz dans la gamme « bêta », créant une dissymétrie de poussée qui a fait s'incliner fortement l'avion vers la gauche et s'écraser.
Selon le BEA, il s'agissait du premier accident mortel du Twin Otter dans lequel une sélection de poussée accidentelle a fait entrer une hélice dans la gamme « bêta ». L'enquête a été rendue plus difficile par l'absence d'enregistreur de vol dans l'avion. À la suite de cet accident, le BEA a émis une recommandation obligatoire pour équiper chaque avion de transport d'au moins un enregistreur de vol.

## Avion

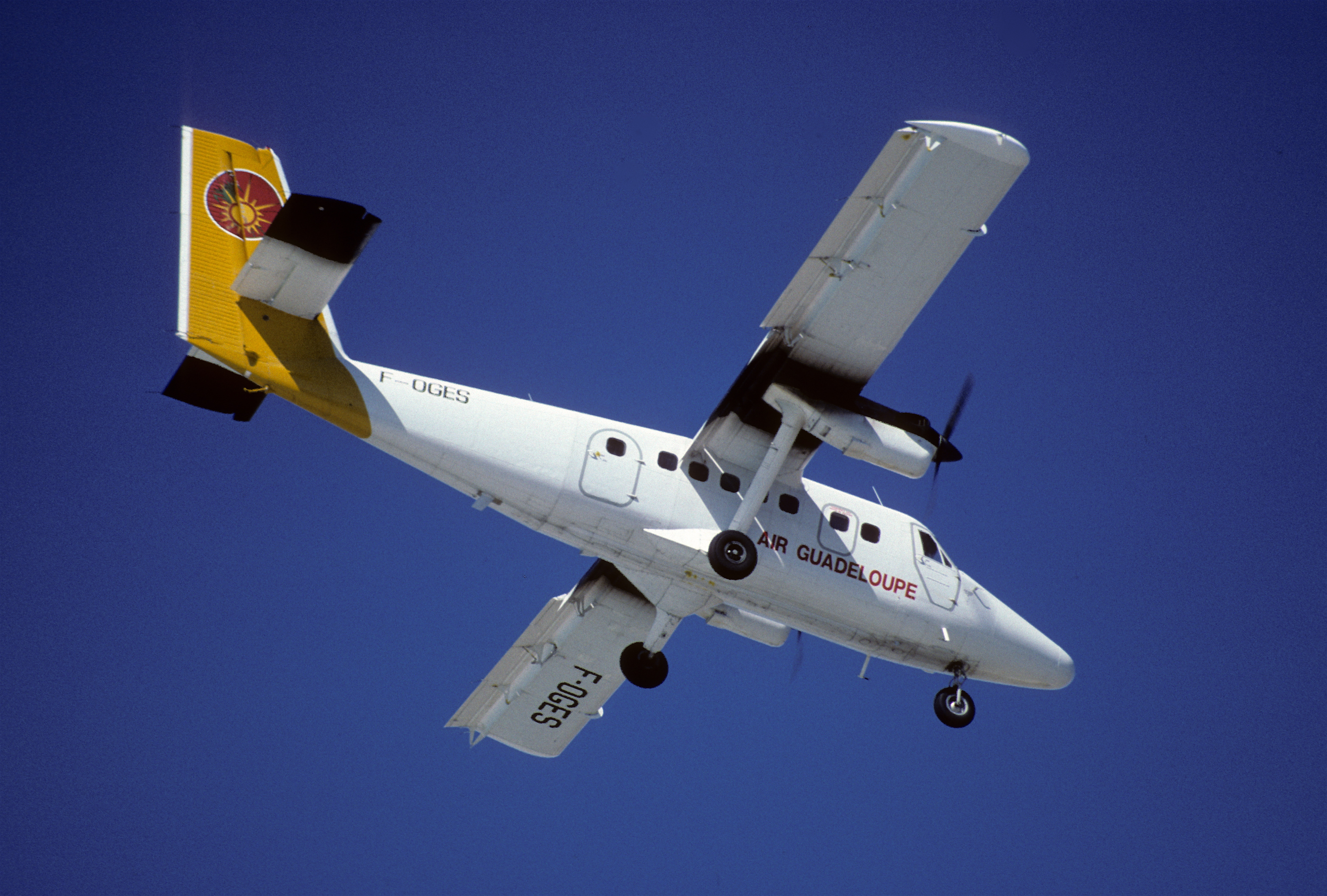
Le Twin Otter impliqué dans l'accident (F-OGES), photographié en février 1999, alors qu'il opérait pour Air Guadeloupe.

L'appareil impliqué était un De Havilland Canada DHC-6-300 Twin Otter, un bi-turbopropulseur populaire parmi les compagnies aériennes régionales opérant sur des trajets court-courriers. Immatriculé en France sous le numéro F-OGES, l'avion était équipé de deux moteurs Pratt & Whitney Canada entraînant des hélices Hartzell. Il est entré en service chez Air Guadeloupe en 1970, a ensuite été vendu à Air Caraïbes et avait cumulé plus de 35 000 heures de vol en 90 000 cycles de vol,.

## Passagers et équipage
Selon le PDG d'Air Caraïbes, Philippe Chevallier, et le responsable local de la compagnie, la plupart des passagers étaient des touristes français — dont 15 résidents à Paris et deux résidents à Saint Barthélemy — et un américain. L'un des membres d'équipage était un ressortissant français tandis que la nationalité de l'autre n'a pas été révélée. Plusieurs rapports ont indiqué qu'une Néerlandaise et deux Belges étaient également à bord,. L'Américain aurait également la double nationalité.
Le commandant de bord (et pilote aux commandes), identifié par un responsable d'Air Caraïbes comme étant Jean-Paul Jerpan, âgé de 38 ans, a obtenu sa licence de pilote professionnel le 18 juin 1987 et sa qualification de vol aux instruments le 3 novembre 1987. Il obtient la qualification de type DHC-6 le 28 novembre 1988 et est ensuite embauché comme pilote par Air Guadeloupe puis transféré à Air Caraïbes. Le commandant de bord avait accumulé un total de 9 864 heures de vol, dont 5 000 heures sur Twin Otters.
Le copilote de 38 ans a obtenu sa qualification de type Twin Otter le 21 décembre 2000, après avoir eu une expérience professionnelle antérieure en tant que mécanicien navigant dans l'armée de l'air française. Selon les enquêteurs, il était employé sur un contrat à court terme et devait rejoindre une autre compagnie aérienne en tant qu'ingénieur de vol. Il avait accumulé un total de 670 heures de vol, dont 15 sur le DHC-6.

## Déroulement du vol

### Décollage et approche
Le vol 1501 a décollé de l'aéroport international Princess-Juliana à 16 h heure locale, en utilisant un plan de vol selon les règles VFR, et devait atterrir à Saint-Barthélemy à 16 h 15, couvrant une distance de 19 milles marin. La météo était bonne, avec des vents calmes et une très bonne visibilité.

### Accident
Alors qu'il survolait le versant ouest du col de la Tourmente, l'appareil s'est brusquement incliné sur la gauche. De nombreux témoins oculaires, dont un employé du service d'information de vol d'aérodrome (AFIS), ont affirmé que le vol 1501 avait alors rapidement perdu de l'altitude et s'était écrasé sur une maison, avec une explosion massive immédiatement après l'impact. Les secours sont rapidement arrivés sur les lieux et ont bouclé la zone. Les 19 personnes à bord ont été tuées sur le coup dans l'accident et un homme âgé, identifié comme Augustin Questel, qui vivait dans la maison avec sa femme, est décédé des suites de l'incendie et de l'explosion. Sa femme était vivante mais légèrement blessée et a été transportée à l'hôpital.

## Enquête
L'accident s'étant produit sur le territoire français, le BEA a été chargé de l'enquête. L'avion ayant été fabriqué au Canada, le BST canadien s'est joint à l'enquête avec l'aide de Bombardier et de Pratt & Whitney Canada. Le NTSB américain s'est également joint à l'enquête avec l'aide de Hartzell.
L'avion n'était pas équipé de boîte noire, comme la législation le permettait, et les enquêteurs ont donc dû s'appuyer sur les observations des enregistrements des contrôleurs aériens, des témoins oculaires, l'observation de l'épave et leur estimation de ce qui aurait pu se passer sur le vol 1501.
Peu de temps après l'accident, les responsables de l'aéroport ont affirmé qu'il avait été causé par une panne mécanique. Un témoin a déclaré avoir entendu un moteur « crachoter » avant que l'avion ne percute la maison.

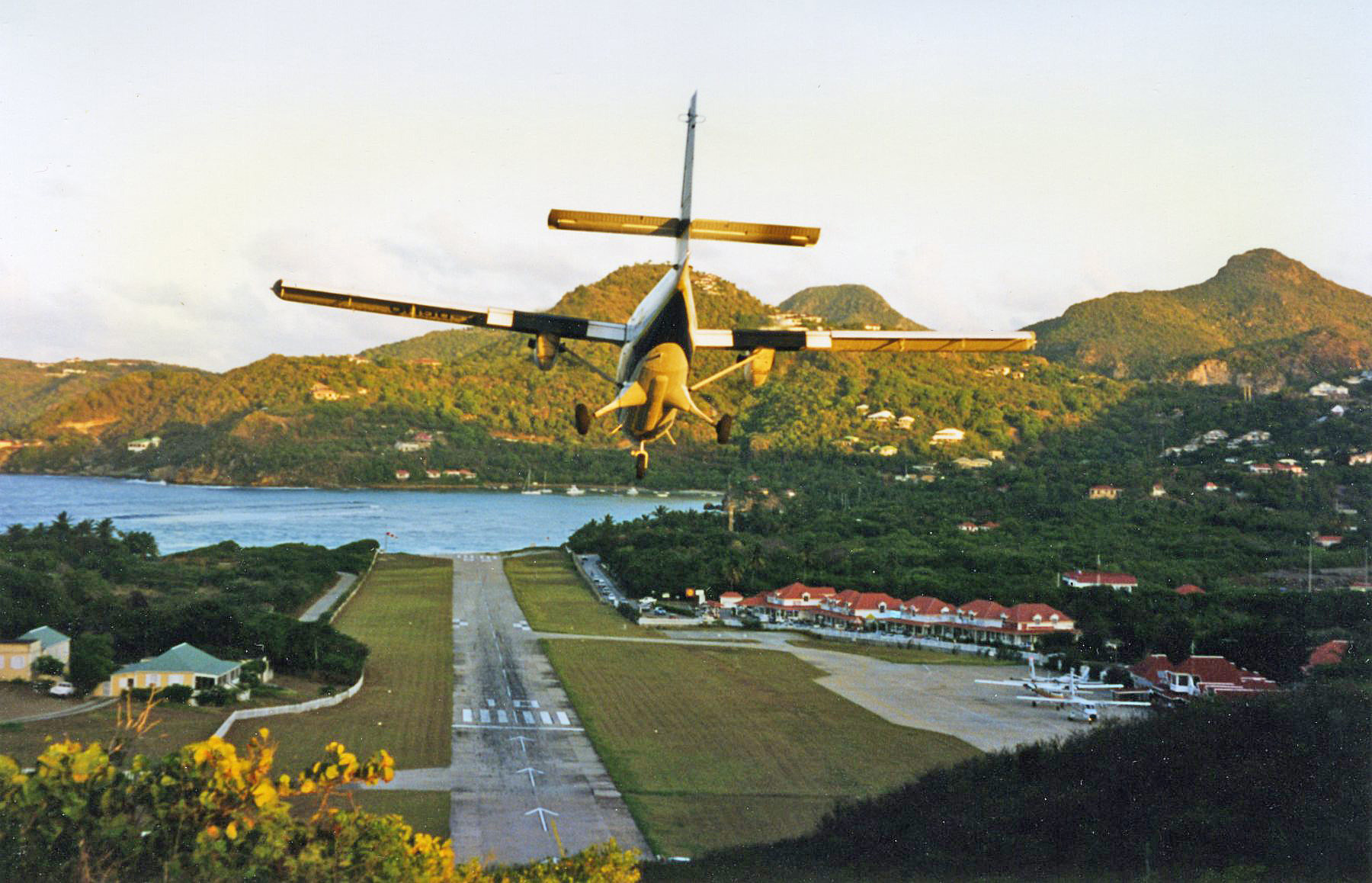
L'aéroport de Saint Barthélemy, qui est entouré d'un terrain montagneux, oblige les pilotes à obtenir un certificat spécial pour atterrir.

L'approche ouest de l'aéroport de Saint Barthélemy traverse le col de la Tourmente juste avant la piste, obligeant les pilotes à avoir une certification spéciale pour y atterrir. Les aéronefs s'approchant de la piste doivent effectuer une descente abrupte et voler à basse altitude au-dessus des maisons avant d'atterrir et doivent tous être équipés d'une radio.
Au cours de la première phase de l'enquête, les enquêteurs ont inspecté l'épave de l'avion. L'examen initial a révélé qu'il n'y avait aucun signe d'anomalie avec les commandes de l'avion. L'inspection des hélices de l'avion a également révélé que les deux hélices fournissaient une puissance importante lors de l'accident. En raison de la gravité de l'impact, les enquêteurs n'ont pas pu prélever d'échantillon de carburant sur l'épave. Au cours de leur inspection, ils ont trouvé deux caméras vidéo sur le site de l'accident.
Une observation plus approfondie des hélices de l'avion a révélé que l'hélice gauche avait un calage d'au moins 20,4°, c'est-à-dire un pas au-dessus du ralenti de vol. L'hélice droite avait un réglage de pas différent pour chacune des pales, réglages probablement dus à des impacts secondaires moins violents sur le groupe motopropulseur au moment de l'impact. Par conséquent, les valeurs notées étaient inutilisables.

### Utilisation de séquences vidéo dans l'enquête
La récupération de caméras vidéo sur le site de l'accident a permis d'aider considérablement l'enquête. L'une des deux caméras était trop endommagée pour fournir un enregistrement récupérable. Cependant, la seconde a été moins endommagé et ses images ont été récupérées à l'exception de certaines parties.
La vidéo a été prise par un passager du vol 1501 en train de filmer à travers une fenêtre du côté gauche de l'appareil dans les quelques minutes précédant l'accident. Les enquêteurs ont passé en revue les trois séquences principales du vol : montée initiale, croisière et approche.
Ils ont ensuite examiné le fonctionnement des deux hélices visuellement et à travers le son enregistré sur la bande. Pendant la montée et la croisière initiales du vol 1501, il n'y a eu aucune anomalie dans le son de l'hélice. Cependant, les enquêteurs ont détecté une anomalie lors de la phase d'approche, avec des fluctuations audibles indiquant que les deux hélices n'étaient pas synchronisées.

### Observation des vols et comparaison des images
Les enquêteurs ont ensuite enregistré de nouvelles séquences vidéo, en utilisant le même modèle de caméra vidéo que celui récupéré, lors d'une reproduction du vol pour évaluer la trajectoire, les paramètres du moteur et les positions des mains du pilote. La manette des gaz du DHC-6 était située au plafond du poste de pilotage et les enquêteurs voulaient déterminer si la position des mains du pilote avait pu contribuer à l'accident.
Il a été révélé que, lorsque le pilote aux commandes était assis à gauche, son avant-bras droit est situé dans le prolongement de l'axe vertical des manettes, position favorable à un maniement symétrique. Cependant, lorsque le pilote aux commandes est assis en place droite, son avant-bras gauche n'est pas vertical ; il s'étire légèrement vers la gauche et n'est donc pas aligné avec l'axe des leviers, cet angle étant compensé par le mouvement du poignet. De plus, si le pilote aux commandes était assis à droite, il déplacerait la manette des gaz avec un calage différent, effectuerait de courts mouvements successifs et séparés sur la manette du moteur n°1 puis sur la manette du moteur n°2, avec la main toujours en contact avec les deux leviers.
Une comparaison a été faite par les enquêteurs pour confirmer la position du vol 1501. Une analyse des paramètres du moteur a également montré que les deux moteurs fonctionnaient normalement depuis le décollage jusqu'à la dernière image de la vidéo, enregistrée quelques minutes avant l'accident. Vers la fin du film, l'analyse spectrale a montré une augmentation de la vitesse de l'hélice. Cette variation semble correspondre au début de la descente vers l'aéroport, au moment où l'équipage sélectionne la position plein petit pas des hélices.

### Bêta du levier de poussée
Dans le DHC-6, il existe un mode appelé « bêta » dans lequel l'équipage peut contrôler directement le pas de l'hélice. Il existe deux plages bêta. Le premier est de + 17° à + 11°, dit « bêta d'approche » et autorisé en vol. Dans cette gamme, les hélices sont tractives. La deuxième plage va de + 11° à − 15°, dit « bêta inverse » et interdit en vol. Dans cette gamme, les hélices agissent comme des freins, deux sous-gammes distinctes étant identifiables : ralenti sol et inversion de traction. Si le bêta inversé est engagé dans les airs, selon le constructeur, cela augmenterait considérablement la traînée aérodynamique et provoquerait une décélération rapide. En conséquence, l'avion perdrait de la portance.
Le fabricant connaissait ce risque depuis 1979 et avait commencé à mettre en place plusieurs mesures préventives. Il avait averti les pilotes du risque dans tous les manuels de vol. Il avait également installé une butée mécanique pour tenter d'empêcher un pilote de faire entrer accidentellement un avion dans la plage bêta. Une alarme avait enfin été prévue par le constructeur.

### Les hypothèses des enquêteurs
Les enquêteurs ont fait plusieurs hypothèses sur le vol 1501. Les pannes mécaniques, le terrorisme, les impacts d'oiseaux et les facteurs météorologiques ont été rapidement écartés. Ils ont alors porté leur attention sur deux hypothèses fortes.
La première hypothèse était que le pilote aux commandes était le commandant de bord et qu'il avait accidentellement sélectionné la plage bêta inverse pour les hélices avec l'intention de perdre de l'énergie pour corriger la vitesse, regagner la trajectoire de descente ou raccourcir l'atterrissage au maximum, car le mode bêta inversé a agi comme un puissant frein. Pendant ce temps, une asymétrie de poussée s'est produite, ce qui aurait pu provoquer un comportement indésirable ou amener l'avion à atteindre la vitesse souhaitée. Dans les deux cas, il faudrait à ce moment-là désélectionner la plage de bêta inverse. Ensuite, le pilote aurait poussé énergiquement les manettes dans leur plage d'utilisation normale en augmentant la poussée, ce qui expliquerait la modification du bruit moteur. Une dissymétrie dans le mouvement des manettes de puissance, ou dans le fonctionnement du mécanisme des hélices, ou encore dans la position des manettes des hélices, aurait alors conduit à une dissymétrie entre les moteurs telle qu'elle aurait provoqué un violent mouvement de lacet, induisant une roulis prononcé vers la gauche, éventuellement associé à un décrochage de l'aile gauche puis à un piqué. Le pilote n'aurait pas pu reprendre le contrôle de l'appareil, qui aurait été à la fois trop lent et trop près du sol à ce moment. Cette hypothèse a été étayée par les témoignages de nombreux témoins oculaires et des violations courantes des procédures de vol à l'aéroport.
La seconde hypothèse était que le pilote aux commandes était le copilote. La veille du crash, le copilote avait effectué un décollage de Saint Barthélemy. Le commandant de bord, plus expérimenté que le copilote, a ordonné au copilote d'effectuer l'approche, sans prendre lui-même en charge les communications radio avec la tour. Le copilote était assis à droite, où il n'était pas facile de contrôler la manette des gaz.
Selon les enquêteurs, aucune hypothèse n'a pu être exclue car il n'y avait pas d'enregistreurs de vol pour fournir une confirmation. Les enquêteurs ont déclaré qu'ils pensaient que la première hypothèse était beaucoup plus probable, sur la base de témoignages de témoins oculaires, et ont conclu que la cause la plus probable de l'accident était due à la sélection de la plage bêta inverse.

### Conclusion
Les enquêteurs ont alors conclu à la cause du crash : 

« L’accident paraît résulter de l’utilisation par le commandant de bord des hélices dans la
plage inverseur bêta, pour mieux contrôler sa trajectoire en courte finale. Une forte dissymétrie de traction au moment de la sortie de la plage inverseur bêta aurait provoqué la
perte de contrôle de l’avion en lacet, puis en roulis.
L’enquête n’a pas permis d’exclure trois autres hypothèses qui peuvent toutefois être qualifiées de peu probables :
- une perte de contrôle au cours d’une approche interrompue ;
- une perte de contrôle par décrochage ;
- une perte de contrôle par incapacité soudaine d’un des pilotes.

Le manque d’expérience récente du commandant de bord sur ce type d’avion, la difficulté
indéniable pour conduire l’approche en piste 10 à Saint-Barthélemy et la pression temporelle lors de ce vol constituent des facteurs contributifs.
La faible hauteur à laquelle est survenue la perte de contrôle est un facteur aggravant. »

### L'absence d'enregistreurs de vol
L'enquête a été entravée en raison de l'absence d'un enregistreur phonique dans le poste de pilotage et d'un enregistreur de paramètres. Le BEA a fait une déclaration : 

« Il est regrettable que l’absence d’enregistreur de vol sur l’avion ne permette pas de déterminer rapidement les conditions des dernières minutes de vol. Plus de dix ans après la publication de l’arrêté du 5 novembre 1987, les dérogations alors apportées aux aéronefs anciens ne paraissent plus se justifier. »

Après l'accident, le BEA a fait des recommandations obligatoires à la Direction générale de l'Aviation civile et aux Autorités conjointes de l'aviation pour équiper tout avion de transport public autorisé à transporter plus de neuf passagers et dont la masse maximale certifiée au décollage est inférieure ou égale à 5 700 kg, avec au moins un enregistreur de vol. Le BEA précise que la recommandation doit être mise en œuvre dans les meilleurs délais et doit également s'appliquer aux avions-cargos et aux hélicoptères.

## Conséquences

### Réactions
Le préfet de Guadeloupe s'est immédiatement rendu sur les lieux pour organiser les secours, notamment des renforts de gendarmerie, des pompiers et des équipes de psychologues.
Le Président français Jacques Chirac a adressé un message de condoléances aux familles des victimes. Le 25 mars, le Premier ministre Lionel Jospin et le ministre des Affaires étrangères Christian Paul ont également fait part de leur « émotion » et de leur « profonde tristesse » aux familles des victimes.
Un service de prière a eu lieu à Gustavia, la ville la plus importante de l'île, le 25 mars. L'opinion publique à Saint-Barthélemy a soutenu la déclaration du maire Bruno Magras du lundi 26 mars comme jour de deuil officiel pour les victimes de l'accident. Les écoles, les services publics et la plupart des commerces ont été fermés. Le directeur général d'Air Caraïbes, Philippe Chevallier, a annoncé que la compagnie aérienne conduirait les proches des victimes sur le site du crash.

### Procès
Une audience sur l'accident a été ouverte au tribunal correctionnel de Basse-Terre en Guadeloupe le 29 juin 2006 et a duré deux jours. L'affaire indiquait qu'il y avait des infractions pénales présumées. Richard Degryse, responsable de la formation d'Air Caraïbes au moment des faits, a été inculpé d'homicide involontaire. Jean-Paul Dubreuil, président d'Air Caraïbes, a également été inculpé d'homicide involontaire.
Vingt et un membres de l'Association des familles de victimes, ADFV, présidée par Karine Paris, sont arrivés en Guadeloupe accompagnés de trois avocats engagés par la Fédération nationale des victimes d'accidents collectifs. D'autres parties civiles ont également assisté au procès, dont des membres de la famille Questel.
Le 15 septembre 2006, Richard Degryse a été reconnu coupable d'homicide involontaire et condamné à un an de prison avec sursis et une interdiction de deux ans de tout travail impliquant la direction d'opérations aériennes. La peine était inférieure à la demande du procureur de deux ans de prison avec sursis assortie d'une interdiction d'exercer de cinq ans. Par la suite, la compagnie aérienne, Air Caraïbes, a également été reconnue coupable et condamnée à une amende de 250 000 euros. Le tribunal a déterminé que le directeur des opérations et la compagnie connaissaient les risques qu'ils avaient créés en ne respectant pas l'exigence de vol d'entraînement pour un pilote prenant le contrôle d'un aéronef après une pause de plus de 90 jours. La cour a également reçu des représentations de plus de 70 parties dont les intérêts ont été examinés lors d'un procès civil, tenu le 22 décembre au tribunal de Basse-Terre.
Les condamnations ont toutes été confirmées par la Cour d'appel de Basse-Terre le 29 avril 2008.